# مضرب كرة الطاولة

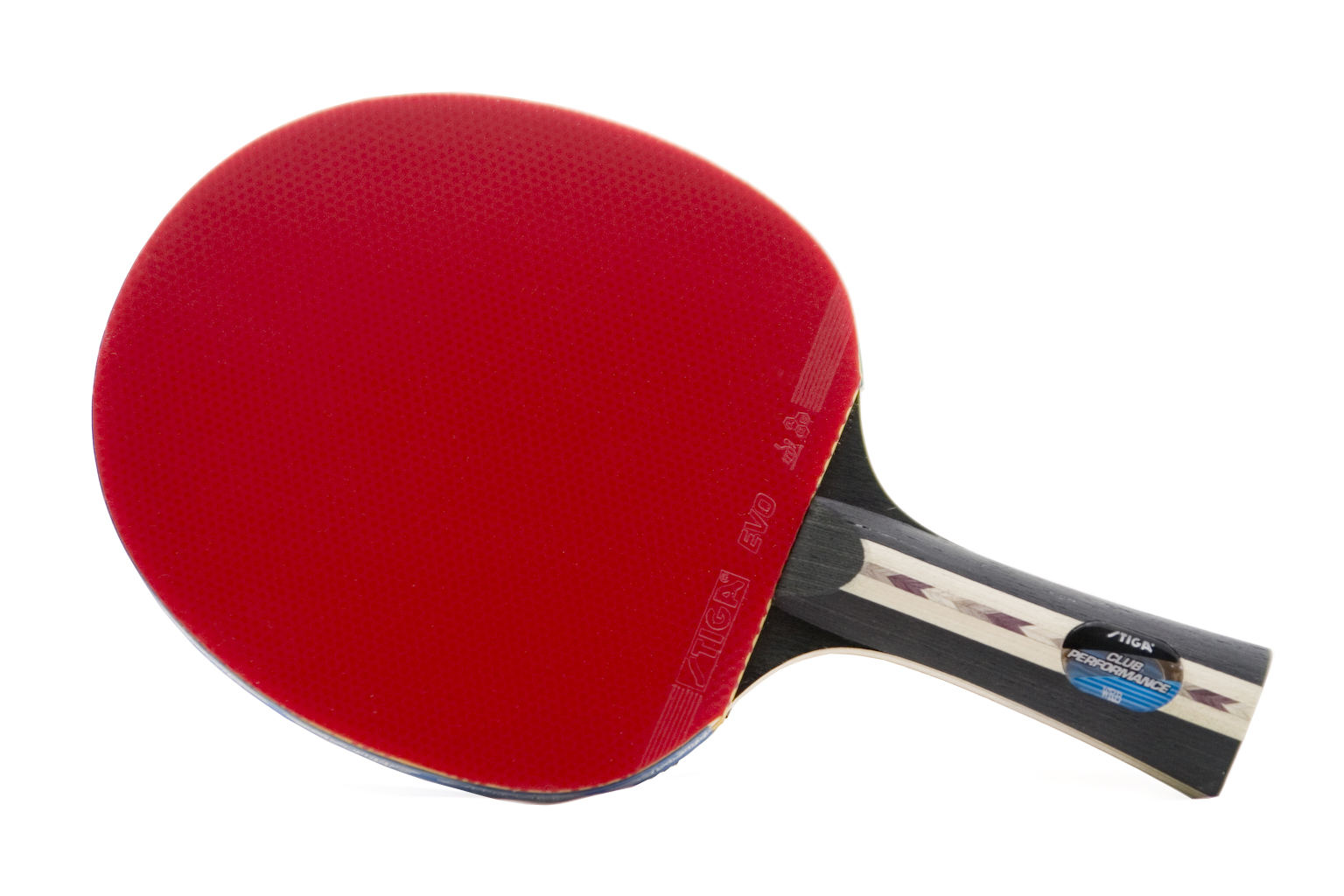
مضرب كرة الطاولة

مضرب كرة الطاولة هو ما يلعب به لاعبو كرة الطاولة. يغلب أن يُصنع مضرب كرة الطاولة من رقائق من الخشب مغطاة بالمطاط (الجلدة) على جانب واحد أو بكلا الجانبين حسب قبضة اللاعب. لا يحتوي على أسلاك متقاطعة ومفتوحة الإطار غير المضرب التقليدي.

## الاختلاف
اللوائح التي يعتمدها الاتحاد الدولي لكرة الطاولة تسمح أسطح مختلفة على كل جانب مجداف على كميات مختلفة من تدور (بما في ذلك إبطال ذلك) أو السرعة. على سبيل المثال، قد يكون لاعب لديه أحد الجانبين في المضرب كمية المطاط (الجلدة) أكبر من الجهة الأخرى ولا يوجد مطاط في الجهة الأخرى. يمكن للاعب ضرب الكرة في كلا الجانبين للمضرب. لمساعدة لاعب يميز بين أنواع مختلفة من المطاط (الجلدة) الذي يستخدمه خصمه، واللوائح تحدد أن جانب واحد من مجداف يجب أن يكون أحمر في حين أن الآخر يجب أن يكون أسود، والسماح للاعب لمعرفة ما الجانب من مجداف يضرب الكرة منتصف اللعب. لاعب لديه الحق في تفتيش مضرب خصمه قبل بدء المباراة لمعرفة نوعه ولونه. القوانين الحالية تمنع استبدال المضرب أثناء سير المباراة إلا إذا تلف.
الطلاء والمطاط (الجلدة) قد يكون من المطاط (الجلدة) المُحَبْحَب أو المُحبَّب فتكون فيه الحبوب في الخارج، أو قد تتكون طبقة من الإسفنج مغطاة بالمطاط (الجلدة) التي قد تكون الحباحب وأشار إلى الداخل أو إلى الخارج. بعض المجاذيف ليست مغطاة بالمطاط (الجلدة) («عارية») لجعلها أكثر مقاومة. ومع ذلك، فإنه من غير القانوني استخدام هذه الأنواع من المضرب في المنافسة كما لم يوافق عليها الاتحاد الدولي. بعض أنواع المطاط (الجلدة) أيضا لم يوافق عليها. المطاط (الجلدة) الذي يقبلة الاتحاد الدولي يحوي شعار على قاعدة من المطاط (الجلدة).

## الغراء واللصق
عادة ورقة من المطاط (الجلدة) تُلصق على اللوح الخشبي باستخدام مختلف كرة الطاولة العلامة التجارية الغراء مثل Butterfly، Donic ، DHS. بعض الغراء قد يعمل حتى لو لم تكن مصممة خصيصا كرة الطاولة، مثل الاسمنت والمطاط (الجلدة) وقنابل المداوي. المطاط (الجلدة) لا تزال حتى تبلى أو تلف. في 1980s ، بعض اللاعبين قاموا بتطوير تقنية جديدة مع الغراء خاص يسمى سرعة الغراء تطبق المطاط (الجلدة) في كل مرة لعب. الغراء سوف تساعد على توفير المزيد من الدوران وسرعة من خلال توفير «المنجنيق» تأثير.
تطور الغراء في الآونة الأخيرة  سرع خروج الكرة من المطاط (الجلدة) كثيرًا، وإن كان في تكلفة بعض السيطرة على الكرة على اتصال لقطات فيها قليلا أو لا تدور على الكرة. سرعة الغراء سمح للمرة الأخيرة في الألعاب الأولمبية الصيفية 2008. من عام 2012 دورة الألعاب الاولمبية الصيفية فصاعدا، الألعاب الأولمبية حظرت سرعة الغراء.

## الصيانة والحماية
يتعرض سطح المضرب إلى تكوين الصدأ مع الاستخدام. يحتاج السطح المطاط (الجلدة)ي إلى تنظيف منتظم للاحتفاظ بسطح احتكاك جيد لتدوير الكرة. يمكن أن تكون المنظفات التجارية أو الماء والصابون عوامل تنظيف مناسبة. التعرض لأشعة الشمس قد يؤدي إلى تلف المطاط (الجلدة).